# Кайцзян
Кайцзя́н (кит. упр. 开江, пиньинь Kāijiāng) — уезд городского округа Дачжоу провинции Сычуань (КНР). Назван по реке Кайцзян.

## История
При империи Восточная Хань из уезда Танцюй (宕渠县) был выделен уезд Сюаньхань (宣汉县). При империи Лян из него был выделен уезд Шичэн (石城县). При империи Западная Вэй в 553 году из уезда Шичэн был выделен уезд Синьнин (新宁县).
При империи Суй в 583 году уезд Синьнин был присоединён к уезду Шичэн, но при империи Тан в 619 году был воссоздан. При империи Мин в 1371 году уезд Синьнин был присоединён к уезду Ляншань (梁山县), но в 1381 году был восстановлен. При империи Цин в 1668 году уезд Синьнин вновь был присоединён к уезду Ляншань, но в 1729 году был восстановлен вновь.
Когда после Синьхайской революции образовалась Китайская республика, то в 1914 году в связи с тем, что в провинции Хунань существовал уезд с точно таким же названием, уезд Синьнин был переименован в Кайцзян.
В 1950 году в составе провинции Сычуань был образован Специальный район Дасянь (达县专区), которому был подчинён уезд. В 1970 году Специальный район Дасянь был переименован в Округ Дасянь (达县地区). В 1993 году постановлением Госсовета КНР округ Дасянь был переименован в округ Дачуань (达川地区). В 1999 году постановлением Госсовета КНР округ Дачуань был трансформирован в городской округ Дачжоу.

## Административное деление
Уезд Кайцзян делится на 10 посёлков и 10 волостей.